# Carbapeneme

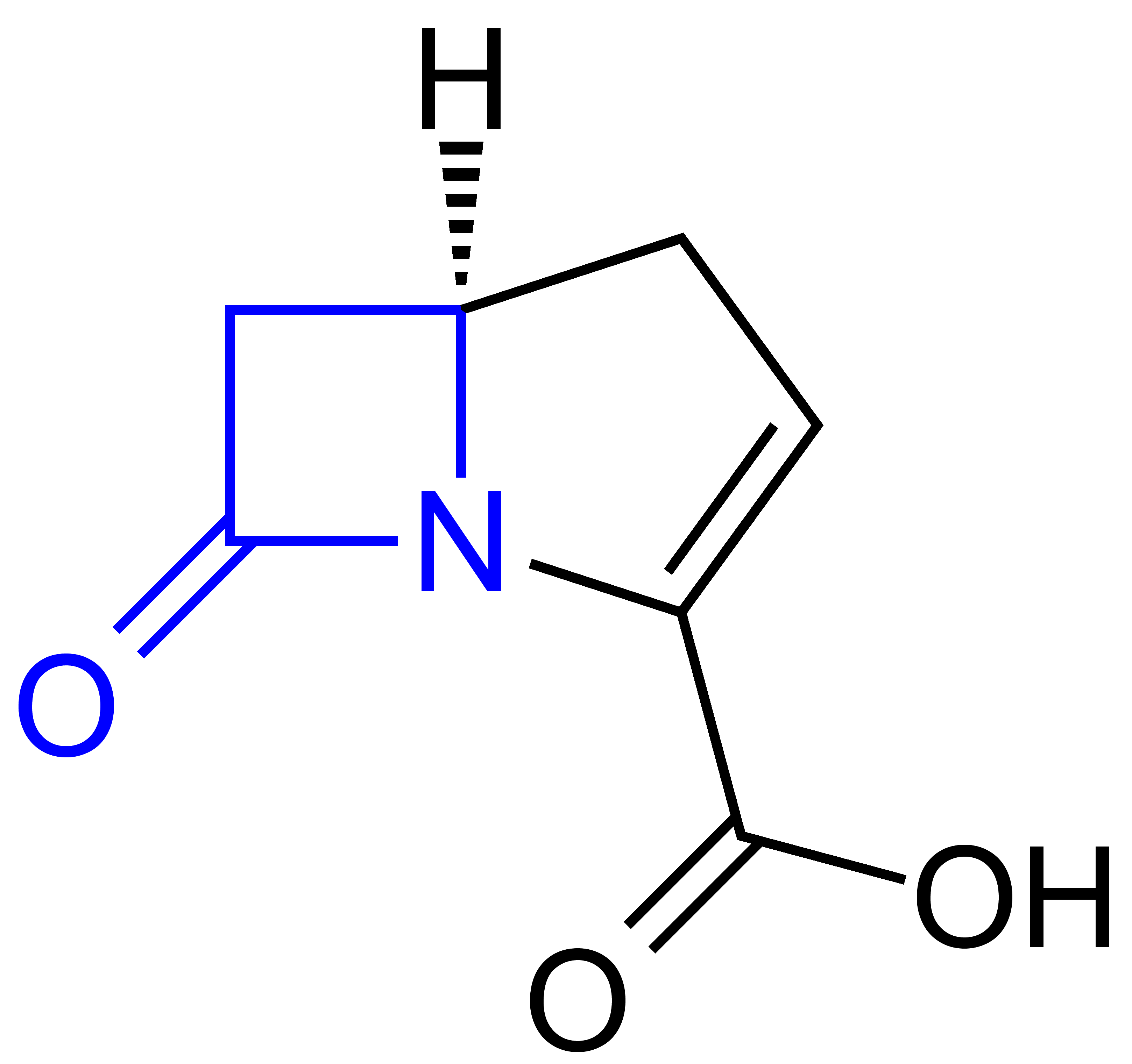
Grundstruktur der Carbapeneme (7-Oxo-1-azabicyclo[3.2.0]hept-2-en-2-carbonsäure) mit dem blau markierten β-Lactamring.

Carbapeneme, ursprünglich als Thienamycine bezeichnet, sind β-Lactam-Antibiotika, die aufgrund ihres breiten antimikrobiellen Wirkspektrums als Arzneistoffe verwendet werden. Vertreter sind Imipenem, Ertapenem, Meropenem, Doripenem und Tebipenem. Carbapeneme gelten als Reserveantibiotika, jedoch treten europaweit immer mehr Resistenzen auf.
Imipenem ist stark nephrotoxisch (nierenschädlich). Zur Verlängerung der Halbwertszeit wird das Antibiotikum mit dem Dehydropeptidase-Hemmer Cilastatin kombiniert (im Handel etwa als Zienam). Dadurch wird der hydrolytische Abbau des Arzneistoffs in den Nieren hinausgezögert und die Nephrotoxizität herabgesetzt. Bei den anderen Carbapenemen ist diese Kombination nicht erforderlich.
Carbapeneme werden zur Therapie von schweren nosokomialen Infektionen eingesetzt, die beispielsweise durch das Bakterium Pseudomonas aeruginosa hervorgerufen werden können. Klinisch erwähnenswerte Resistenzen bestehen bei Stenotrophomonas maltophilia, Enterococcus faecium sowie MRSA. Zudem wird in den letzten Jahren bei nosokomialen Infektionen vermehrt über carbapenemase-bildende Stämme berichtet.
Laut dem „Morbidity and Mortality Weekly Report“ der Centers for Disease Control and Prevention (CDC) vom März 2013 ist die Rate amerikanischer Kliniken mit mindestens einmal jährlich aufgetretenen Carbapenem-resistenten Enterobakterien (vor allem Klebsiella) von 1 % im Jahr 2001 auf 4 % im Jahr 2012 gestiegen. Für Infektionen mit diesen Enterobakterien stehen häufig keine wirksamen Antibiotika mehr zur Verfügung, die Letalität bei solchen Infektionen liegt bei 40 bis 50 %. Aber nicht nur Enterobakterien, wie etwa Klebsiella pneumoniae, sondern auch andere Stäbchenbakterien wie Pseudomonas aeruginosa sowie Gammaproteobakterien, beispielsweise Acinetobacter baumannii, entwickeln häufiger Resistenzen gegen Carbapeneme durch die Bildung von Carbapenemasen.